# جوشوا أ. لويل
جوشوا أ. لويل هو محامي وسياسي أمريكي، ولد في 20 مارس 1801، وتوفي في 13 مارس 1874. نشط حزبياً في الحزب الديمقراطي. وقد انتخب عضو مجلس نواب مين ‏ وانتخب عضو مجلس النواب الأمريكي ‏.